# Objekt-Perkussion

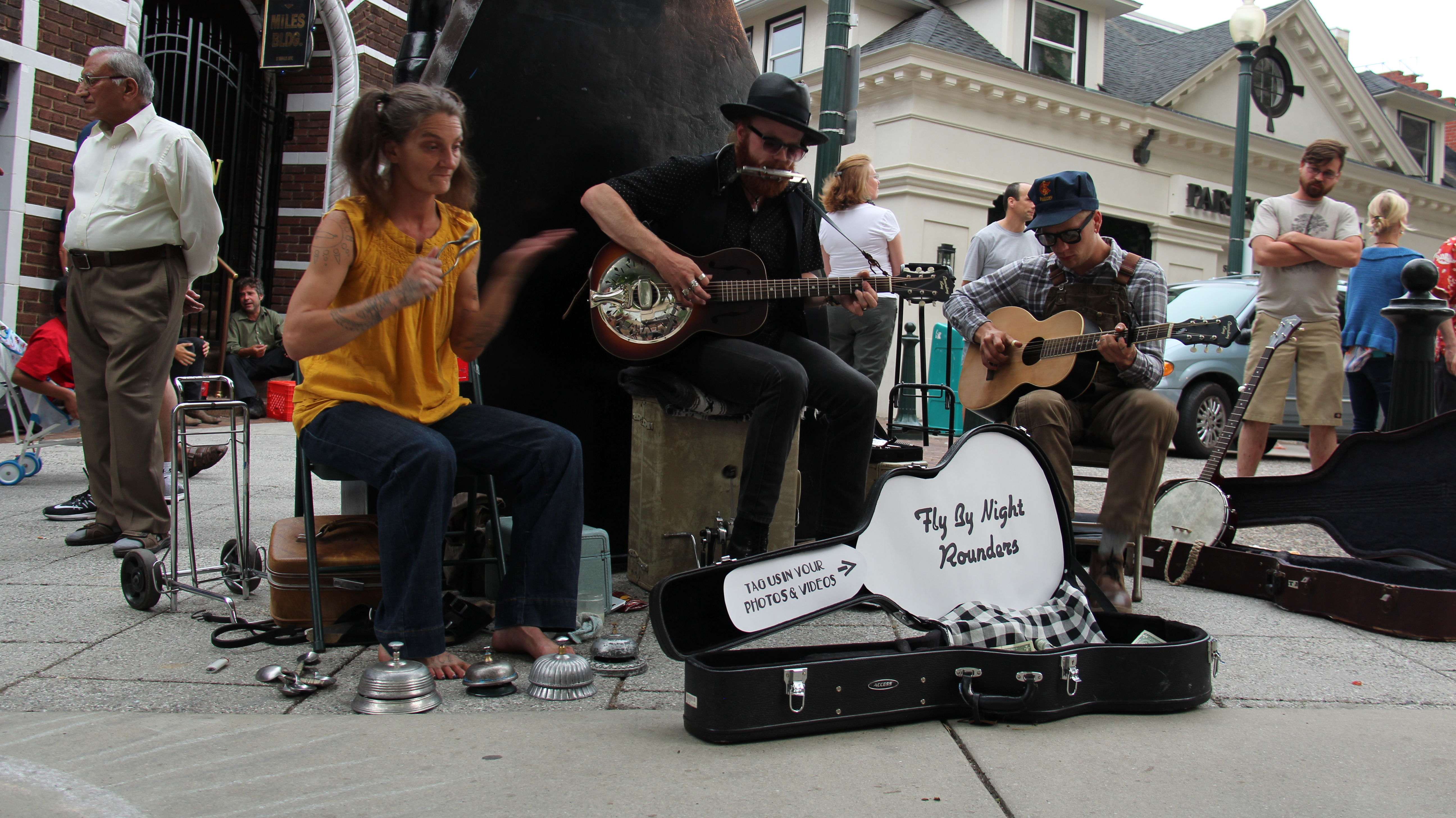
Folk-Gruppe mit Spoonspielerin

Objekt-Perkussion (auch englisch Object Percussion) bezeichnet den perkussiven Gebrauch von Alltagsobjekten in der Musik. Hierbei werden Alltagsgegenstände, die ursprünglich für nicht musikalische Zwecke dienen, als Schlaginstrumente eingesetzt. Die perkussive Verwendung von gefundenen Gegenständen ist so alt wie die Musikkultur selbst und findet sich in verschiedenen musikspezifischen Kontexten: zum Beispiel bei der Entwicklung und Geschichte von Schlaginstrumenten, in der Kunstmusik, Volksmusik und populären Musik, aber auch in der Musikpädagogik.

## Begriff
Im Gegensatz zu anderen musikalischen Handlungen mit Alltagsgegenständen (blasen, streichen, singen, sprechen) bezieht sich Objekt-Perkussion auf das rein perkussive, schlagende Agieren mit Alltagsobjekten. Darüber hinaus zählen auch verwandte Spielweisen wie rasseln, schütteln, rascheln, wischen oder reiben. Die Klangerzeugung erfolgt also durch Spieltechniken, die meist auch bei traditionellen Perkussionsinstrumenten verwendet werden.

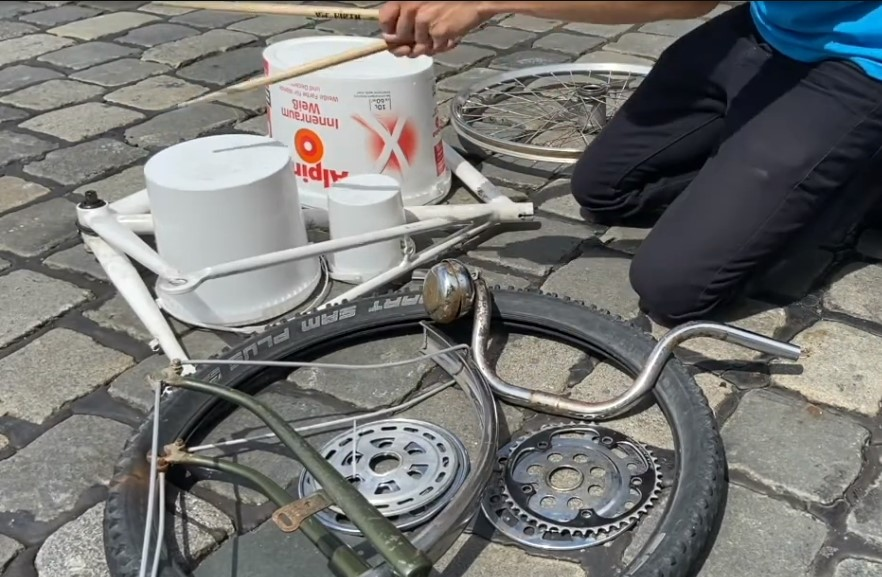
Schlagzeug aus Fahrradteilen und Plastik-Eimern

Die Bezeichnung Materialpercussion ist umfassender und bezieht sich allgemein auf das uns umgebende Klangmaterial. Hierzu zählen nicht nur Dinge des Alltags, sondern auch Werkstoffmaterialien (wie Pappe, Papier, Kunststoff, Metall, Glas, Stein, Holz). Spezieller sind die Begriffe Schrott-, Müll-, Abfall- oder Recycled-Perkussion, da hier vornehmlich ausgediente Gegenstände als Perkussionsinstrumente wiederverwendet werden (wie Auto- oder Haushaltsschrott). Gelegentlich wird auch mit Stomp allgemein das perkussive Spiel mit Alltagsgegenständen bezeichnet; der Begriff leitet sich von der Stomp-Show oder Stomp Percussion Band ab, die seit den 1990er Jahren das rhythmisch-szenische Musizieren auf Gegenständen (u. a. Besen und Mülltonnen) populär gemacht hat.

### Objekt-Perkussion-Kompositionen
- Thierry De Mey: Musique de Tables. For three percussionists. Tienen 1985.
- Martin J. Junker: Buchhaltung. Percussion-Oktett für Bücher. Oslo 2011.
- Martin J. Junker: Pop up! Percussion Oktett (Quartett) für Pop-up-Gartensäcke. Dinklage 2021.
- Jörg Prignitz: Intro. Für Basketbälle & Papierkörbe. 2003.
- W. J. Putnam: One Man's Junk. Percussion octet for unique instruments including ironing board, trash cans, flower pots bicycle, etc. Delevan 2003.
- Wolfgang Reifeneder: Boxing Day. Für 4 Percussionisten auf Schachteln. Oslo 2006.
- Wolfgang Reifeneder: Mischen Possible. Für 4 Kartenspieler (Sprechchor inklusive). Oslo 2008.
- Matthias Schmitt: Plastic Bottle Band. For Percussion Quartet (or Octet). Plastic Bottles. Oslo 2009.
- Matthias Schmitt: Table Samba. For Percussion Quartet (or Octet). Body Percussion and Table. Oslo 2009.
- Markus Michael Schneider: Groove 'n' Move. Duo für 2 Umzugskisten. Frankfurt am Main 2002.
- Emmanuel Séjourné: Vous avez du feu? Clermont-Ferrand 2001.

### Objekt-Perkussion in der Schule
- Rudolf Alexander Bauer, Stephan Wildfeuer, Wolfram Winkel: Power! Percussion. Entwickle deine eigene Schlagzeugshow! Berlin 2012.
- Oliver J. Ehmsen: Schultaschen-Percussion. 12 x Rhythmus mit Alltagsgegenständen von Kinderlied bis Popsong. Handorf 2021.
- Richard Filz: Rhythmus aus der Schultasche. Rhythmisches Gruppen- & Klassenmusizieren mit Buch, Heft, Papier, Lineal, Radiergummi, Münzen und Stift. Esslingen 2012.
- Richard Filz, Janice Höber: Alles ist zum Trommeln da! Rhythmus- und Trommelspiele mit Alltagsgegenständen für 6- bis 10-Jährige. Katzelsdorf an der Leitha 2018.
- Tobias Klee: Bumm! Klack! Tsch! – Rhythmus kreativ! Methoden und Praxisübungen zum Musizieren mit Alltagsgegenständen. Mülheim an der Ruhr 2009.
- Christiane Jasper: Body & table grooves. Körper- und Materialpercussion in der Schule. Mainz 2013.
- Martin J. Junker: Objekt-Percussion oder wie „sperrige“ Alltagsmaterialien zu Schlaginstrumenten werden. In: Musikunterricht heute. Nr. 7, 2008, S. 234–245.
- Martin J. Junker: Schulutensilien im Musikunterricht: erkunden, hören, spielen. In: Musikunterricht heute. Nr. 9, 2012, S. 155–163.
- Martin J. Junker: Sounds & Grooves mit Stift & Co. Perkussives Klassenmusizieren mit Schulutensilien für die Jahrgangsstufe 3–11. Boppard 2014.
- Friedrich Neumann: Rhythm in the classroom. Mainz 2006.
- Ulrich Moritz: Fantastic plastic grooves. Rhythmusstücke und -spiele mit Flaschen, Bechern, Eimern und Rohren für Kinder und Erwachsene. Esslingen 2014.
- Gerhard Reiter: Stomping Stuff. Zwölf Percussion-Hits für Besen, Töpfe, Flaschen und Co. Esslingen 2013.
- Jürgen Zimmermann: Charivari. Trommeln aus der Provinz. Boppard 2005.

## Bucket drumming

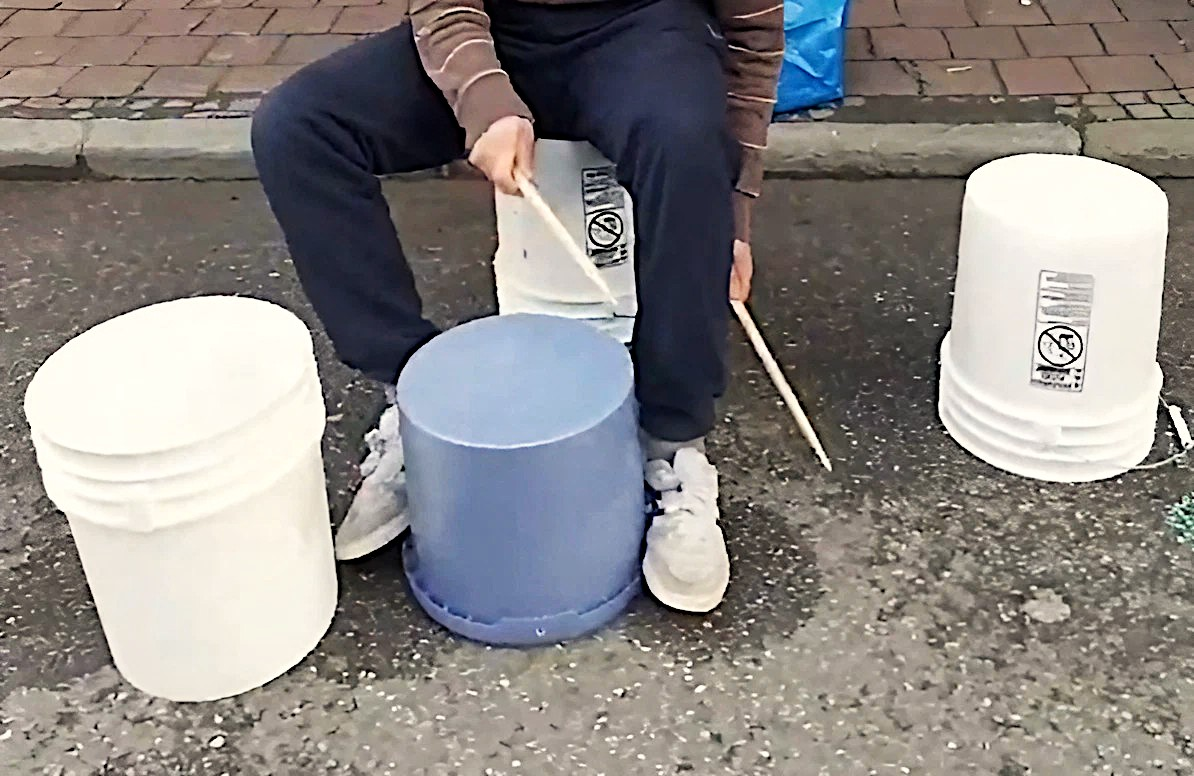
Straßenmusik „bucket drumming“ auf Plastik-Eimern

Das Trommeln auf leeren Plastik-Eimern, z. B. Farbeimern, ist als „bucket drumming“ eine beliebte Spielform der Straßenmusik.